# فرانس كوسكينين
فرانس كوسكينين (بالفنلندية: Frans Koskinen)‏ هو صحفي وسياسي فنلندي، ولد في 8 مارس 1869، وتوفي في 26 أبريل 1918. حزبياً، نشط في الحزب الاشتراكي الديمقراطي الفنلندي. وقد في 1907 Finnish parliamentary election ‏، انتخب عضو برلمان فنلندا ‏ عن دائرة Satakunta (parliamentary electoral district) ‏ خلال فترته النيابية ‏ (22 مايو 1907 – ).